# レネ・イギータ
ホセ・レネ・イギータ・サパタ（José René Higuita Zapata, 1966年8月27日 - ）は、コロンビア・メデジン出身の元サッカー選手。元コロンビア代表。現役時代のポジションはゴールキーパー。
長らくコロンビア代表のシンボルともいえる存在だった。ペナルティエリア外へ飛び出し、相手のスルーパスをカットするスイーパー的な役割を担ったり、ドリブルで敵陣深く攻め上がり決定機を生み出すパスを供給するなど、それまで存在しなかった様な、全く新しいGKであった。

## 経歴

### 選手歴

#### クラブ
少年期にはFWを務めていたが、ある日欠場した選手の代わりにGKを務めたことからGKとしてプレーする様になった。選手生活の大半をコロンビア・プロサッカーリーグのナシオナル・メデジンで過ごし、同チームの幾多のリーグ優勝に貢献した。1989年にはコパ・リベルタドーレス決勝では4本のPKを止め、自らはPKを成功させ優勝に大きな役割を果たした。また大会中は2ゴールを決めた。同年12月のトヨタカップに出場。当時世界最強と言われたACミランと対戦し、延長戦の末に0-1で敗れた。 
2007年にはベネズエラのグアロスFCと契約を結び、40歳で現役復帰した。翌年はコロンビアに戻りデポルティーボ・ペレイラに所属していたが、2010年1月に再び現役を退いた。

#### 代表
コロンビア代表の一員としても長年に渡ってプレーし、68試合に出場した。しばしばセットプレーにおけるキッカーを担当し、フリーキックとペナルティーキックから8得点を記録している。
1990年のワールドカップ・イタリア大会決勝トーナメント1回戦カメルーン戦では、ハーフウェー付近でロジェ・ミラをドリブルでかわそうとして逆にボールを奪われ、ゴールを決められるというミスを犯した。試合後、シュートの瞬間に真後ろからミラの足めがけてスライディングにいったことも含め非難を受けたが、本人は「まったく後悔していない」とコメントした。
1995年9月、イングランド代表との親善試合で、イギータは両足を揃えて飛び上がり、海老反りになって頭越しにボールをかかとで蹴り返し、ジェイミー・レドナップのループシュートを防いだ。これは、スコーピオンキックと呼ばれている。

### 指導歴
2008年12月、以前所属していたレアル・バリャドリードのゴールキーパーコーチに就任した。

## 私生活
1993年6月4日、麻薬王パブロ・エスコバルによって麻薬組織の大物カルロス・モリーナの娘が誘拐された事件に介入し、逮捕された(後に冤罪と判明)。犯人グループへ身代金を渡したことの報酬として6400ドルを受け取ったため、事件から利益を得ようとする犯罪であるとして、7か月間投獄された。長期間、刑務所に収監されていたため、1994 FIFAワールドカップに出場できなかった。南米予選においてアルゼンチンに圧勝したことなどからコロンビアは優勝候補に挙げられていたが、イギータを失った同国はグループリーグで敗退した。
2004年11月29日、コカイン陽性反応により逮捕された。
2005年、サバイバーに似たテレビ番組 La isla de los famosos: Una aventura pirata (有名な島: 海賊アドベンチャー) に参加した。
2008年4月、コロンビア代表のコーチ就任を希望し、活発に政治的な活動をしたいと表明した。
2009年11月、イギータの息子 Cristian Andres Higuita は、コロンビア1部リーグデポルティーボ・カリに所属し、南アメリカU-15 (Sudamericano Sub-15) に選出された。

## その他
メデリン時代にイギ－タを指導したフランシスコ・マツラナは、「やみくもにペナルティーエリアを飛び出したりする訳では無く、彼なりの考えがあってのことだろう。」と述べていた。